# Gragnana
Gragnana is een plaats (frazione) in de Italiaanse gemeente Carrara.